# Nakasone Yasuhiro

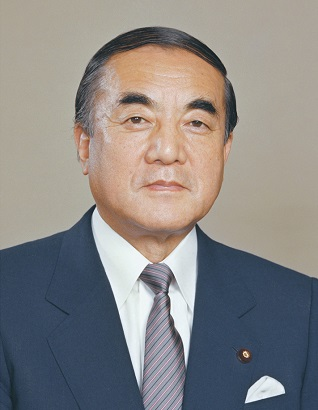
Nakasone Yasuhiro (1982)

 Nakasone Yasuhiro (japanisch 中曽根 康弘; * 27. Mai 1918 in Takasaki; † 29. November 2019 in Tokio) war ein japanischer LDP-Politiker. Er amtierte vom 27. November 1982 bis zum 6. November 1987 als 45. Premierminister Japans.

## Leben und Politik

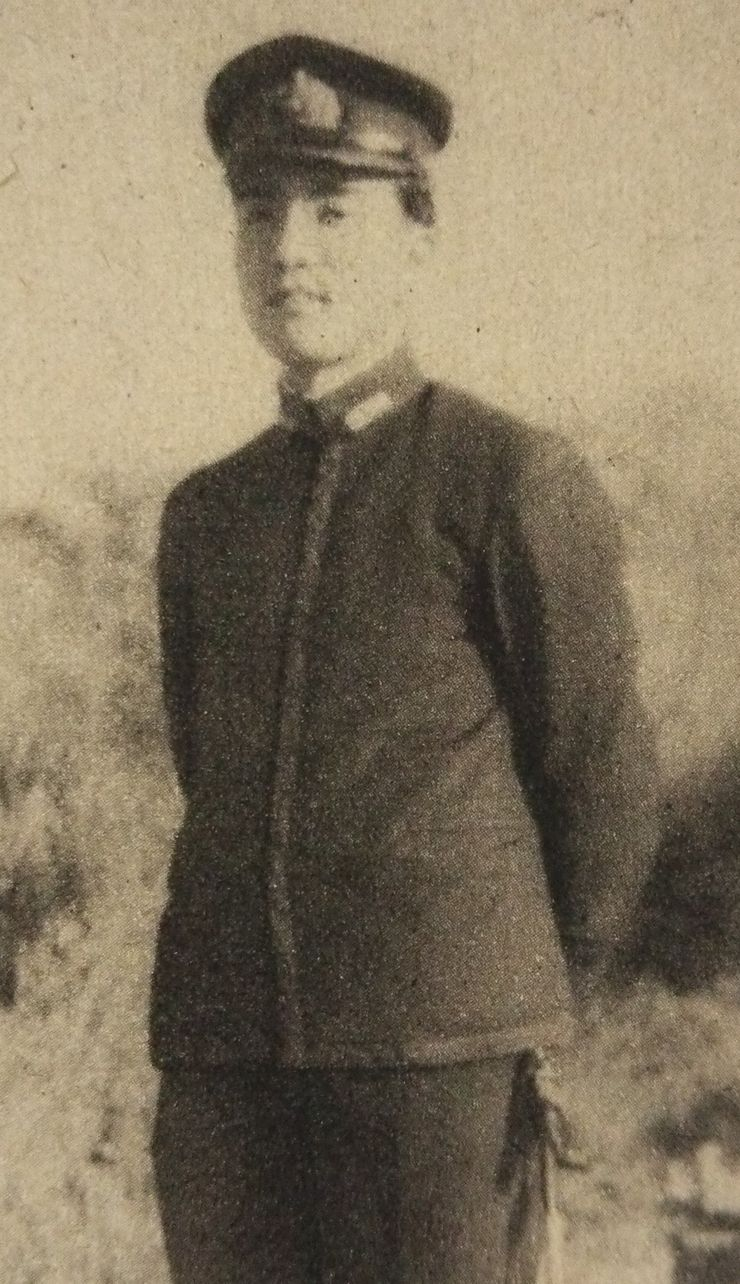
Nakasone als Offizier bei der Kaiserlich Japanischen Marine (um 1940)

Nakasone Yasuhiro wurde in Takasaki (Präfektur Gunma) geboren und studierte an der Kaiserlichen Universität Tokio. Anschließend wurde er Beamter im Innenministerium. Im Zweiten Weltkrieg war er als Zahlmeister Offizier der japanischen Marine. Nach dem Ende des Krieges kehrte er ins Innenministerium zurück. Bei der Wahl von 1947 wurde er für die Demokratische Partei im 3. Wahlkreis Gunma ins japanische Repräsentantenhaus gewählt. Später gehörte er zur „Demokratischen Volkspartei“ (Kokumin Minshutō), dann zur „Fortschrittspartei“ (Kaishintō). Dort wurde er 1952 dadurch bekannt, dass er Hirohito für die Niederlage im Weltkrieg verantwortlich machen wollte. Danach war er Mitglied der Demokratischen Partei Japans und schließlich nach der „Konservativen Fusion“ ab 1955 der Liberaldemokratischen Partei (LDP), innerhalb derer er sich wie andere Anhänger des Gründungsvorsitzenden Hatoyama Ichirō dem Shunjūkai anschloss. Nach dem Tod des Faktionsvorsitzenden Kōno Ichirō 1966 verließ Nakasone zusammen mit Gegnern der Wiederwahl von Satō Eisaku zum Parteivorsitzenden das Shunjūkai und begründete die Nakasone-Faktion, das spätere Seisaku Kagaku Kenkyūjo, das bis in die 1990er Jahre zu den großen fünf Faktionen der LDP zählte.
Er war von 1959 bis 1960 und 1972 Leiter der Behörde für Wissenschaft und Technologie, von 1967 bis 1968 Verkehrsminister, von 1970 bis 1971 Leiter der Verteidigungsbehörde, von 1972 bis 1974 Minister für Internationalen Handel und Industrie (MITI) und von 1980 bis 1982 Leiter der Behörde für Verwaltungsaufsicht. In der LDP war er zweimal Vorsitzender des Exekutivrats (1971–1972 und 1977–1978) sowie zwischen 1974 und 1976 unter Miki Takeo Generalsekretär. Am 24. November 1982 wurde er zum Parteivorsitzenden gewählt.
Nakasone war von November 1982 bis November 1987 Premierminister Japans. Nach der Unterhauswahl 1983 musste die LDP erstmals in der Parteigeschichte eine Koalition eingehen – mit dem Neuen Liberalen Klub. Nakasones für japanische Verhältnisse lange Amtszeit galt bereits zwei Jahre nach seinem Amtsantritt als bemerkenswert. Außenpolitisch arbeitete er trotz aufkommender Handelskonflikte eng mit US-Präsident Ronald Reagan zusammen. 1985 unterzeichnete er das Plaza-Abkommen, das den steigenden Handelsbilanzüberschuss gegenüber den Vereinigten Staaten bremsen sollte. Im Juli 1986 konnten er und seine Partei bei der Wahl zum Unterhaus einen klaren Sieg erringen und die LDP-Alleinregierung wiederherstellen. Zu diesem Zeitpunkt schrieb zum Beispiel Der Spiegel: „Er bescherte seiner Partei einen Riesensieg – weil er anders ist als die anderen Parteileute“.
1987 kam er wegen der geplanten Einführung der Mehrwertsteuer, die bis dahin in Japan unbekannt war, unter massiven Druck der Öffentlichkeit. Zudem sanken die Umfragewerte zu seiner Beliebtheit beträchtlich: im Mai 1986 waren noch 54 % mit seiner Arbeit zufrieden, Anfang des Jahres 1987 nur noch 24 %. In seine Regierungszeit fiel zudem die Privatisierung der defizitären japanischen Staatsbahn (engl. Japanese National Railways).
Nach seiner Zeit als Premierminister war er wieder als Parlamentarier tätig. 1990 verlor er in der Folge des Recruit-Skandals die Kontrolle über seine Faktion, die von Watanabe Michio übernommen wurde. Nach der Wahlrechtsreform von 1994 trat Nakasone nur noch über die neugeschaffene Verhältniswahl bei Unterhauswahlen an. 2003 führte die LDP unter dem Parteivorsitzenden Koizumi Jun’ichirō für die Kandidatur in den Verhältniswahlblöcken eine Altersgrenze von 73 Jahren ein. Zur Wahl von 2003 schied Nakasone aus dem Parlament aus.
Neben seiner politischen Arbeit war er auch als Autor für verschiedene Medien tätig. So veröffentlichte der Spiegel 1999 einen Artikel von Nakasone Yasuhiro über die Wirtschaftsmacht Japan.
Nakasones Sohn Hirofumi (* 1945) ist seit 1986 LDP-Abgeordneter im Oberhaus; er war 2008/09 Außenminister im Kabinett Asō.
Nakasone starb am 29. November 2019 in Tokio im Alter von 101 Jahren.

## Politische Ansichten

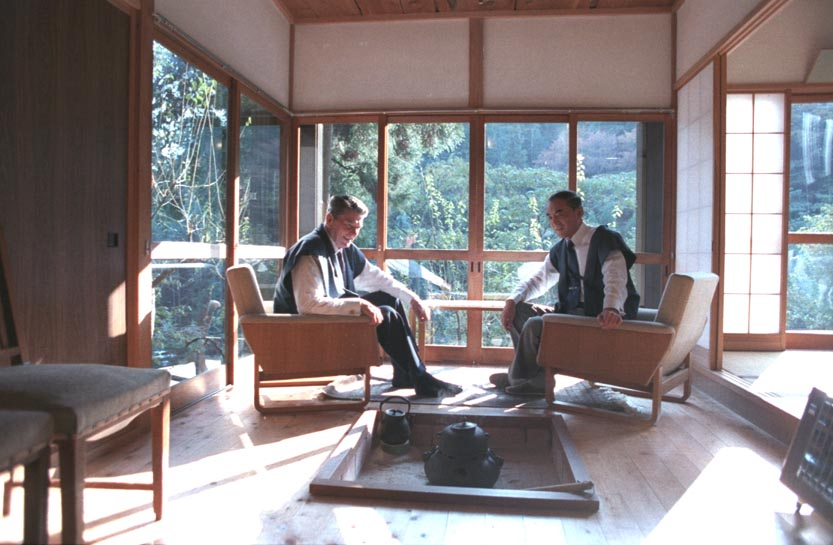
Yasuhiro Nakasone mit Ronald Reagan in seinem Landhaus in Hinode (1983)

Nakasone kündigte eine „Generalabrechnung der Nachkriegspolitik“ (戦後政治の総決算, Sengoseiji no sōkessan) an, wollte insbesondere die Pazifismusverpflichtungen aus der von den USA diktierten „Friedensverfassung“ revidieren und Japan die Möglichkeit geben, wie jeder andere souveräne Staat seine Interessen mit militärischen Mitteln zu wahren. Hierzu gehörte auch ein „gesundes nationales Selbstbewusstsein“, dem er u. a. durch offiziellen Besuch des Yasukuni-Schreins und durch militärische Metaphorik wie die von Japan als „unsinkbarem Flugzeugträger der freien Welt“ Ausdruck verlieh.
Eine enge anti-sowjetische Allianz mit den USA, die sich ebenfalls eine Entlastung durch einen größeren Beitrag Japans zur kollektiven Verteidigung wünschten, half Nakasone, die Fesseln der Nachkriegsverfassung zu lockern. Nakasone pflegte über seine Amtszeit hinaus eine enge Freundschaft zu US-Präsident Ronald Reagan. Die Freundschaft, an die Nakasone sich nach Reagans Tod auch in seinen Memoiren schwärmend erinnert, wurde mit dem Begriff Ron-Yasu-Diplomatie umrissen und in dieser Intimität von den Zeitgenossen für neuartig und ungewöhnlich gehalten. Gleichzeitig demonstrierte Nakasone damit seine für einen japanischen Premierminister überdurchschnittlich guten Englisch-Kenntnisse.
Innerhalb und außerhalb Japans weckte Nakasone damit Ängste, die auch auf diplomatischem Parkett zu Ungunsten Japans genutzt wurden. Unter anderem aus diesem Grund fiel es Nakasone nicht leicht, seine ebenfalls demonstrativ herzliche Beziehung zum reformerischen Generalsekretär der Kommunistischen Partei Chinas Hu Yaobang durchzuhalten. Als Hu innenpolitisch wegen seiner Japan-Freundlichkeit unter Druck zu kommen drohte, setzte Nakasone ihm zuliebe die Yasukuni-Besuche aus.
Nakasone versuchte, als charismatischer Politiker direkt das Volk anzusprechen, und redete dabei offener und überschwänglicher als die meisten Premierminister vor ihm. Mitunter verrannte er sich in heikle Äußerungen, etwa solche über Flugzeugträger oder über die Vorzüge der ethnischen Homogenität Japans gegenüber den weniger homogenen USA (deren wirtschaftliche Leistungskraft, laut ihm, wohl leider durch gewisse Minderheiten gedrückt werde). Dennoch gelang es Nakasone, zu einem populären Premierminister zu werden und für japanische Verhältnisse ungewöhnlich lange im Amt zu bleiben.

## Kabinette
- Kabinett Nakasone I 1982–1983
- Kabinett Nakasone II 1983–1984
- Kabinett Nakasone II (1. Umbildung) 1984–1985
- Kabinett Nakasone II (2. Umbildung) 1985–1986
- Kabinett Nakasone III 1986–1987

## Ehrungen
- Großkreuz des Verdienstordens der Bundesrepublik Deutschland (15. Dezember 1997)[9]
- Alter Freund des chinesischen Volkes[10]